# Kościół św. Mikołaja w Jabłonnie
Kościół świętego Mikołaja w Jabłonnie – rzymskokatolicki kościół filialny należący do parafii św. Marcina w Kaczkowie (dekanat rydzyński archidiecezji poznańskiej).
Pierwotna świątynia murowana została wzniesiona w XVII wieku i ufundowana przez ówczesnych dziedziców Jabłonny, rodzinę Lassel von Stosch. 

## Płyty nagrobne
- Fryderyka von Nisemeschela (zm. 1601), późnorenesansowa, umieszczona na murze zewnętrznym, od strony północnej, z herbami i inicjałami, von:
  - ojcowskimi (po lewej): D.V.N. Fredricha Niesemeuschela[2], D.V.S. Schönaich
  - matczynymi (po prawej): D.V.H. Barbary Haugwitz[3], D.H.G. Barbary Glaubitz[4][5].
- Georga Lassela von Stoscha (1616-1664)[6], dziedzica Jabłonny, umieszczona od strony południowej, z herbami i inicjałami, von:
  - ojcowskimi (po lewej): D.V.ST. Balthasara III Stosch[7],  D.V.N. Nostiz, D.V.G. Glaubitz, D.V.K. Kittlitz
  - matczynymi (po prawej): D.V.ST. Anny Stosch[8],  D.V.A. Barbary Abschatz[9], D.V.N. Nostiz, D.V.L. Agnes Lest[10]

Na murach tego kościoła na początku XIX w. rozpoczęto budowę obecnej świątyni, kontynuowanej w dwudziestoleciu międzywojennym. Ołtarz główny został wykonany po II wojnie światowej przez stolarza Józefa Maciejewskiego z Rydzyny. Obraz w ołtarzu, przedstawiający świętego Marcina, jest dziełem rydzyńskiego artysty Leona Bańkowiaka.

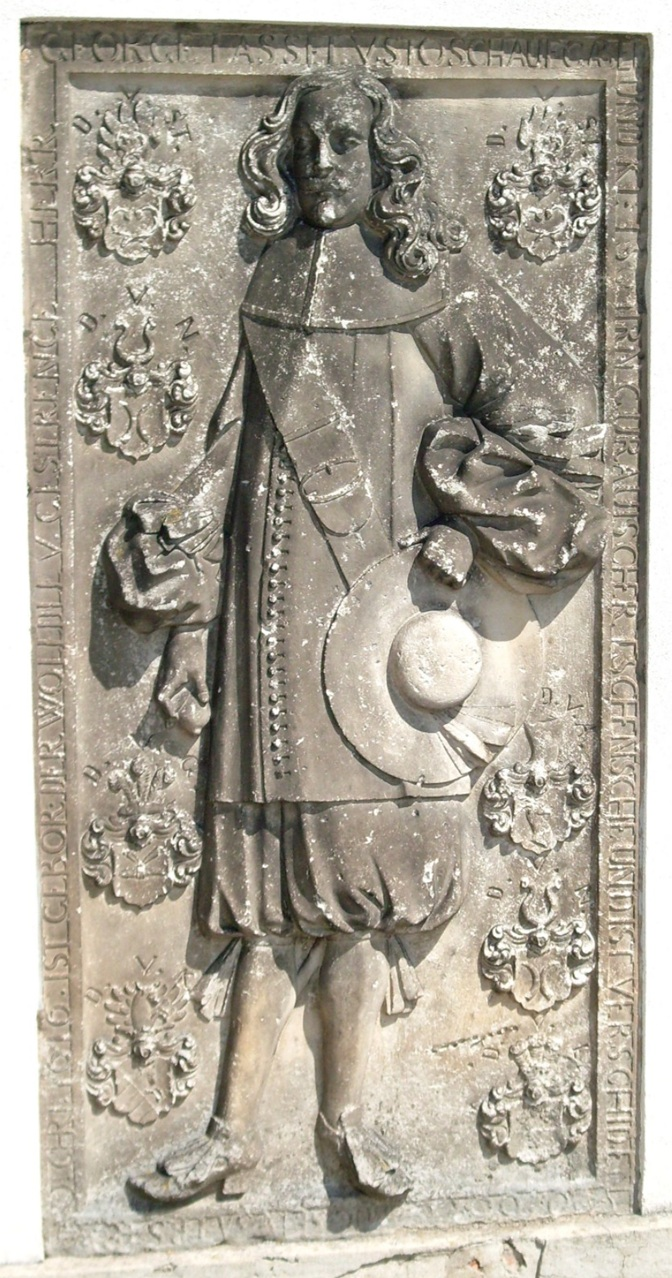
Płyta Georga Stoscha (1616-1664)
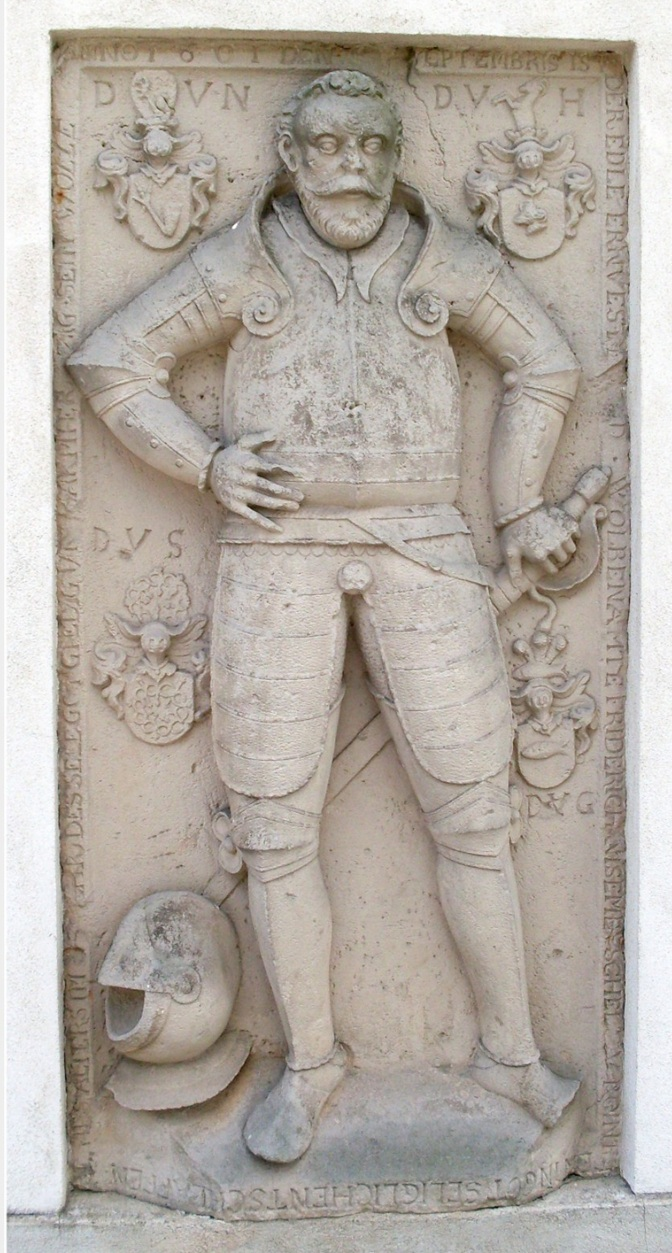
Płyta Fryderyka Nisemeschela (+1601)